# Jangan-myeon, Boeun-gun
Jangan-myeon (koreanska: 장안면) är en socken i kommunen Boeun-gun i provinsen Norra Chungcheong i den centrala delen av Sydkorea, 140 km sydost om huvudstaden Seoul.